# Salto (Buenos Aires)
Salto is een plaats in het Argentijnse bestuurlijke gebied Salto in de provincie Buenos Aires. De plaats telt 23.816 inwoners.

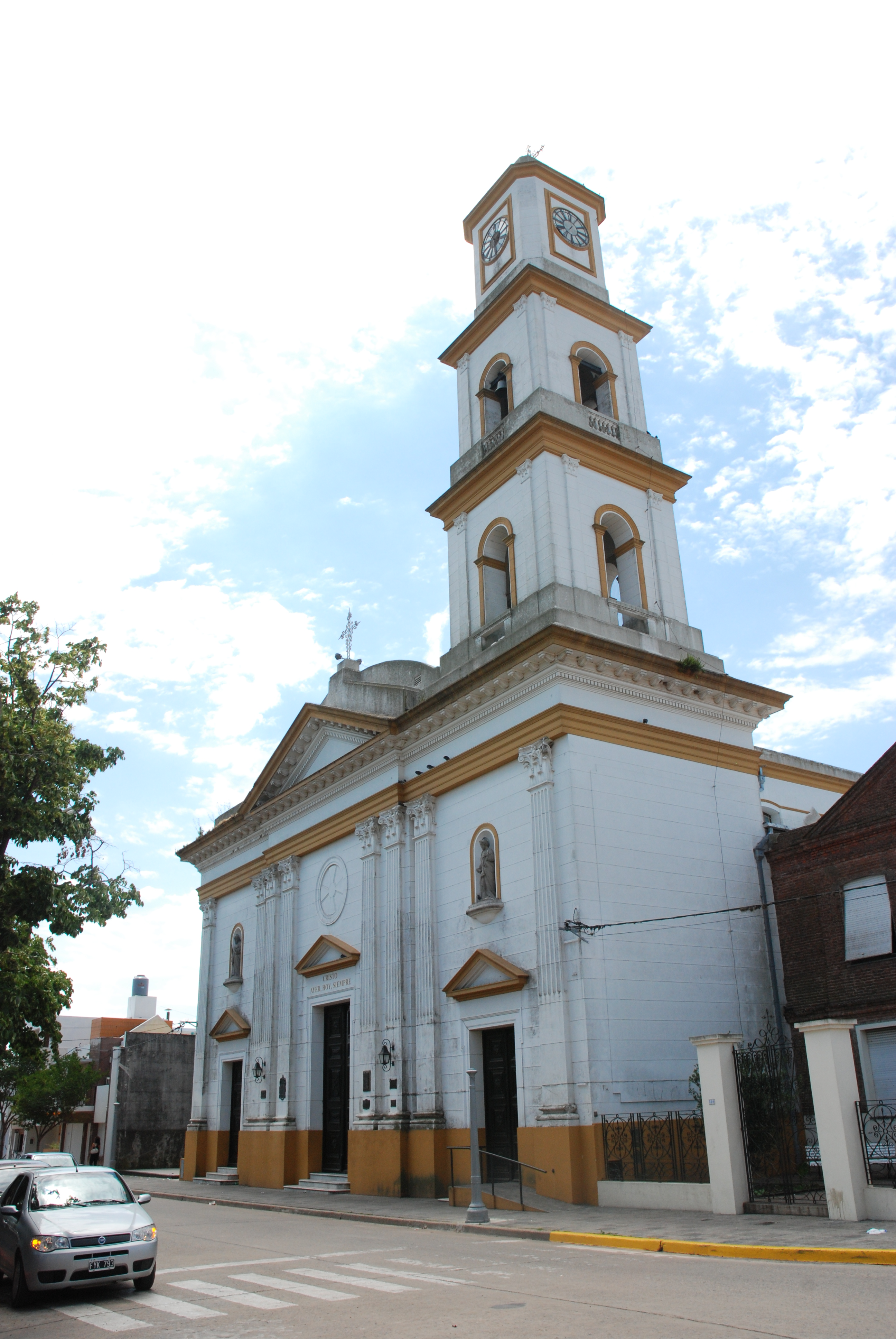
Kerk van St. Paulus de apostel
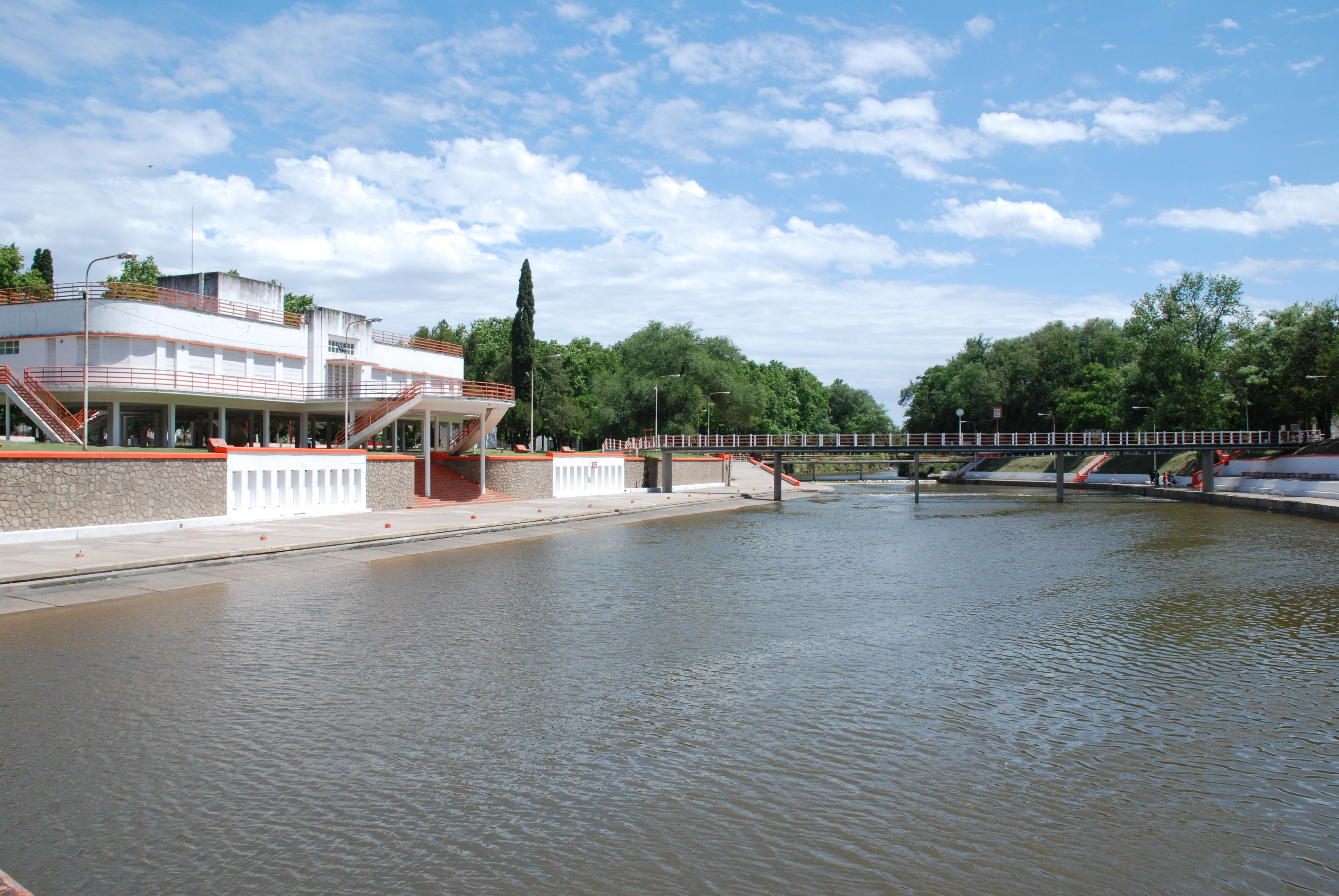
Balneario bij Salto